# Copris sarpedon
Copris sarpedon är en skalbaggsart som beskrevs av Edgar von Harold 1868. Copris sarpedon ingår i släktet Copris och familjen bladhorningar. Inga underarter finns listade i Catalogue of Life.